# Reitwein
Reitwein è un comune di 491 abitanti del Brandeburgo, in Germania.

Appartiene al circondario (Landkreis) del Märkisch-Oderland (targa MOL) ed è parte della comunità amministrativa (Amt) di Lebus.

## Società

### Evoluzione demografica

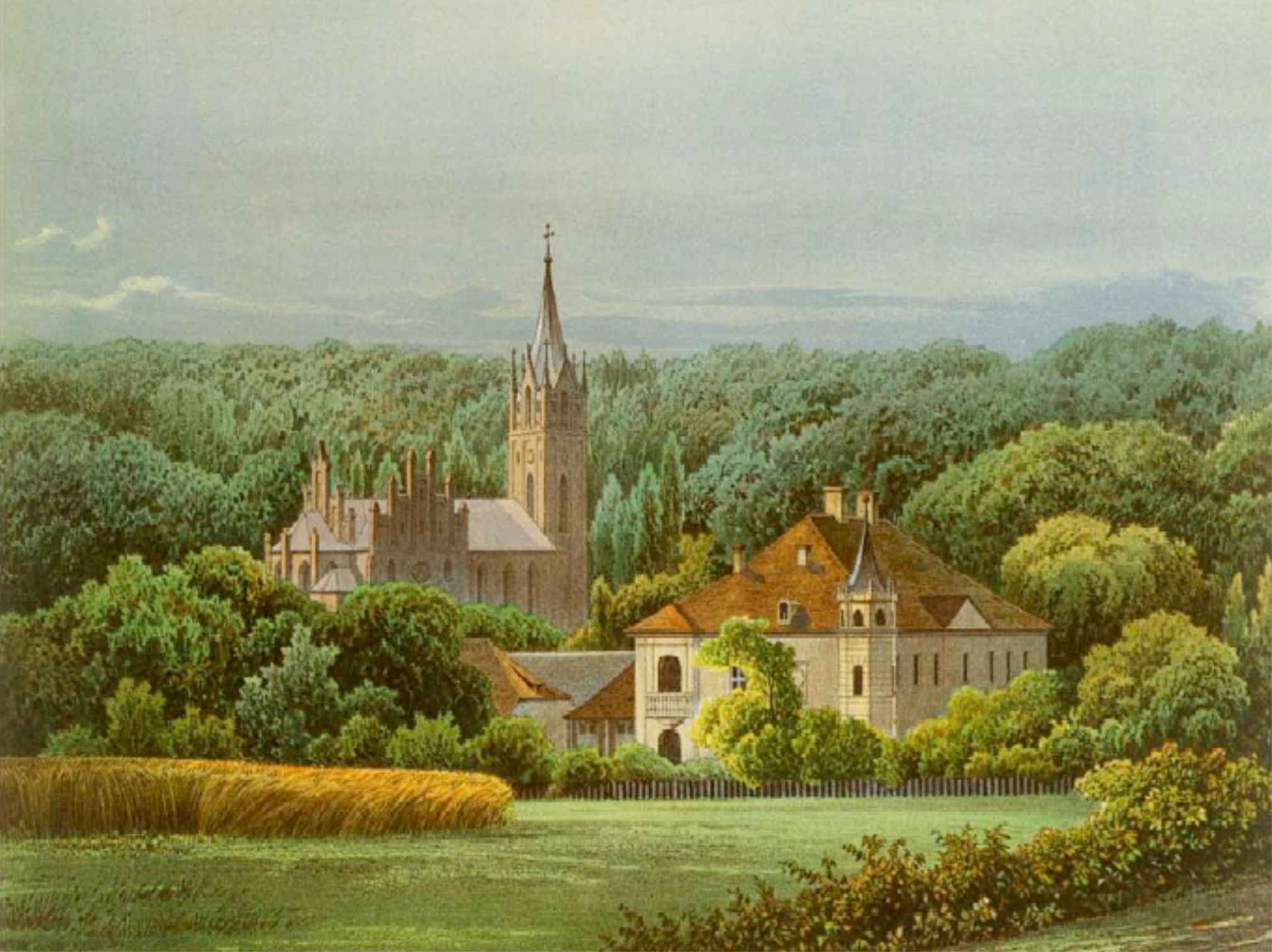
Stülerchurch with palace Reitwein, around 1860, edition by Alexander Duncker

| Anno | Abitanti |
| ---- | -------- |
| 1875 | 957      |
| 1890 | 1 006    |
| 1910 | 831      |
| 1925 | 909      |
| 1933 | 857      |
| 1939 | 835      |
| 1946 | 859      |
| 1950 | 1 100    |
| 1964 | 788      |
| 1971 | 775      |

| Anno | Abitanti |
| ---- | -------- |
| 1981 | 577      |
| 1985 | 525      |
| 1989 | 507      |
| 1990 | 509      |
| 1991 | 501      |
| 1992 | 497      |
| 1993 | 499      |
| 1994 | 484      |
| 1995 | 475      |
| 1996 | 493      |

| Anno | Abitanti |
| ---- | -------- |
| 1997 | 517      |
| 1998 | 535      |
| 1999 | 535      |
| 2000 | 534      |
| 2001 | 544      |
| 2002 | 545      |
| 2003 | 538      |
| 2004 | 526      |
| 2005 | 535      |
| 2006 | 530      |

| Anno | Abitanti |
| ---- | -------- |
| 2007 | 505      |
| 2008 | 489      |
| 2009 | 491      |
| 2010 | 503      |
| 2011 | 482      |
| 2012 | 477      |
| 2013 | 454      |